# Infraroodlaser
Een infraroodlaser is een laser die op infrarode golflengten straling uitzendt. De infrarode golflengte ligt tussen de 0,74 en 1000 µm.

## Toepassingen

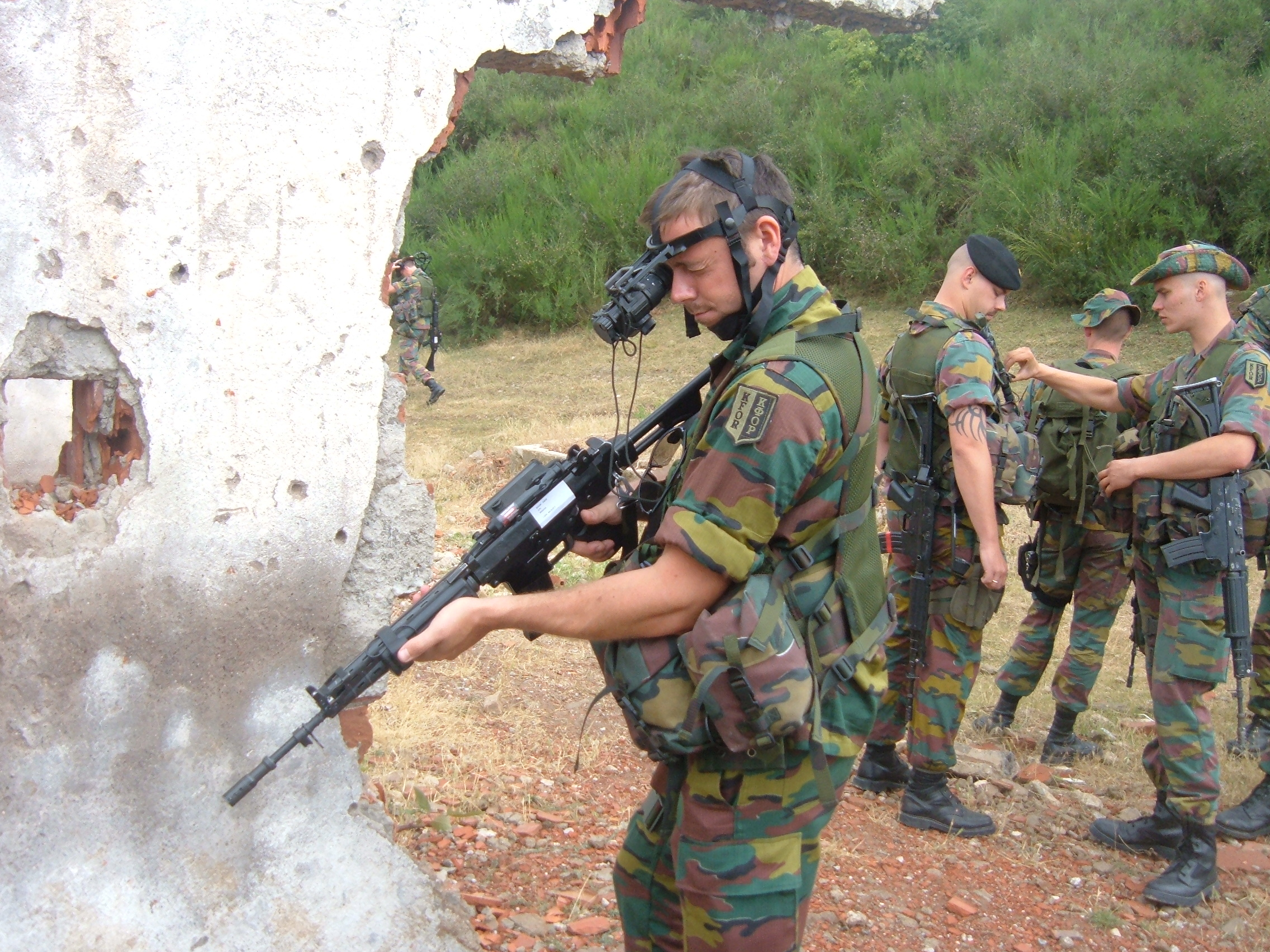
Soldaat die een wapen met infraroodlaser vasthoudt

Infraroodlasers worden onder meer gebruikt voor afstandmetingen, bijvoorbeeld in landmeters, maar ook in cd-spelers/-branders, waar ze met hoge snelheid microscopische 'putjes' lezen of branden. Ook worden ze bijvoorbeeld gebruikt in de tandheelkunde en voor oogcorrectie. Verder worden infraroodlasers gebruikt voor militaire doeleinden. Hierbij wordt een laser-unit parallel geplaatst aan de loop van het wapen van de individuele militair, die voorzien is van een infraroodkijker (dit kan op één of beide ogen zijn). Na inschakeling van de laser kan de militair in het donker een zeer felle duidelijk zichtbare vlek op het doel zien, zonder opgemerkt te worden door de vijand als die niet over dergelijke uitrusting beschikt.
De koolstofdioxidelaser is een infraroodlaser die een continue bundel geeft (niet gepulseerd) en die relatief eenvoudig met zeer grote vermogens (kilowatts) kan worden uitgerust. Door deze eigenschappen wordt de koolstofdioxidelaser zeer uitgebreid toegepast voor allerlei industriële doeleinden.

### Risico
Infraroodlasers zijn bij onjuist gebruik (ook al zijn ze onzichtbaar voor het menselijk oog) schadelijk voor het netvlies.